# H. G. Wells' The War of the Worlds
H. G. Wells´ The War of the Worlds es una película de terror cine independiente estrenada en el 2005, de la empresa The Asylum Pictures y dirigida por David Michaell Latt. 
A pesar de su bajo presupuesto y malos efectos especiales, la película vendió aproximadamente medio millón de DVD en los Estados Unidos y Canadá, por su lealtad a la trama de la novela de H. G. Wells: La guerra de los mundos.

## Sinopsis
En un pequeño pueblo de Estados Unidos, un astrónomo llamado George Herbert (C. Thomas Howell) observa un meteorito (proveniente de Marte) que cae cerca de ahí, mientras su hijo Alex (Dashiell Howell) y su esposa Felicity Herbert (Tinarie Van Wyk-Loots) se van a Washington D. C. por su aniversario. Al caer la noche, George y varios habitantes del pueblo observan el cráter del meteorito. Un enorme escarabajo alienígena sale y comienza a vaporizar a todas las personas, George corre hacia una colina y se queda dormido junto a un cobertizo. En la mañana, un soldado (el artillero en la novela) del ejército se le acerca y juntos se van a buscar al hermano de George en Hopewell, otro pueblo que también es atacado. El hermano de George muere y, al parecer, el soldado también. 
George huye del pueblo en una balsa por un río hasta que se detiene una orilla de éste al día siguiente. Estando lluvioso, se refugia en una camioneta abandonada y ahí se lamenta creyendo que perdió a su familia, pues Washington D. C. fue la primera ciudad en ser atacada. Cuando despierta se encuentra con un pastor llamado Víctor quien le dice que sabe cómo llegar a Washingon D.C. pero terminan yendo a las Montañas Rocosas, donde están refugiando a la gente. Atrapados dentro de una casa de veterinario derrumbada, George se plantea que si las máquinas de guerra (Walkers) son invulnerables a todo tipo de armas, tienen que ser vulnerables a los gérmenes y bacterias creando una súper gripe con las muestras de rabia del veterinario que vivía ahí. Se la inyecta a una máquina de guerra cuando esta envía una sonda a buscarlos. Víctor muere al ser rociado por los ácidos de la sonda al celebrar que Dios les ayudó a sobrevivir. George logra salir y huir hacia D.C. 
En el camino encuentra al soldado que le ayudó. Su comandante le mata tras decirle que no importa comparado con George (que es científico astronómo), ya que todos en el gobierno, incluido el presidente, murieron durante el ataque a D.C. George golpea en la cabeza al comandante matándolo y sigue su camino a Washington. Cuando llega se encuentra a un Walker inmóvil y le grita desesperado <<vamos, vamos, mátame, MÁTAME!!>> cuando el Walker cae y muere. En ese momento aparecen varios supervivientes, incluida su esposa y su hijo, quienes le dicen que los Walkers están cayendo desde hace dos días, probando que la enfermedad que creó George funcionó, y que la humanidad sobrevivió.